# Curve Digital
Curve Digital Limited (ehemals Curve Studios Limited) ist ein britisches Entwicklerstudio mit Sitz in London, England, das 2005 von Jason Perkins gegründet wurde.

## Geschichte
Im August 2013 kündigte Curve ein bevorstehendes Projekt mit dem Titel White Space an.
Im Januar 2016 wurde Curve Digital von der Catalis Group übernommen. Im Oktober 2019 wurde Catalis an NorthEdge Capital verkauft.

## Entwickelte Spiele
| Jahr | Titel                           | Plattformen                                                                         |
| ---- | ------------------------------- | ----------------------------------------------------------------------------------- |
| 2010 | Fluidity                        | WiiWare                                                                             |
| 2011 | Explodemon                      | Windows, PlayStation Network                                                        |
| 2011 | Stealth Bastard                 | Android, iOS, Windows, macOS, Linux, PlayStation Vita, PlayStation 3, PlayStation 4 |
| 2012 | Fluidity: Spin Cycle            | Nintendo 3DS                                                                        |
| 2014 | Stealth Inc 2: A Game of Clones | Windows, Wii U, PlayStation Vita, PlayStation 3, PlayStation 4, Xbox One            |

## Vertriebene Spiele
| Jahr | Titel                                    | Plattformen                                            |
| ---- | ---------------------------------------- | ------------------------------------------------------ |
| 2013 | Lone Survivor                            | PS Vita, PS3                                           |
| 2013 | Proteus                                  | PS Vita, PS3                                           |
| 2013 | Velocity Ultra                           | Windows, PS3                                           |
| 2013 | Thomas Was Alone                         | Wii U, PS Vita, PS3, PS4, Xbox One                     |
| 2013 | The Swapper                              | Windows, macOS, Linux, PS Vita, PS3, PS4               |
| 2014 | Titan Attacks                            | Nintendo 3DS, PS Vita, PS3, PS4                        |
| 2014 | Mousecraft                               | PS Vita, PS3, PS4                                      |
| 2014 | Lone Survivor: Director's Cut            | Wii U, PS4                                             |
| 2015 | OlliOlli                                 | Wii U, Nintendo 3DS, Xbox One                          |
| 2015 | Porcunipine                              | Windows                                                |
| 2015 | The Swindle                              | Wii U, PS Vita, PS3, PS4, Xbox One                     |
| 2015 | Nova-111                                 | Wii U, PS Vita, PS3, PS4, Xbox One                     |
| 2015 | Murder                                   | Android, iOS, Windows                                  |
| 2015 | Ultratron                                | Windows, Wii U, PS Vita, PS3, PS4, Xbox One            |
| 2015 | Action Henk                              | Wii U, PS Vita, PS3, PS4, Xbox One                     |
| 2015 | Pumped BMX +                             | Windows, Wii U, PS Vita, PS3, PS4, Xbox One            |
| 2016 | 10 Second Ninja X                        | Windows, PS Vita, PS4, Xbox One                        |
| 2016 | Dear Esther: Landmark Edition            | PS4, Xbox One                                          |
| 2016 | Hue                                      | Windows, PS Vita, PS4, Xbox One                        |
| 2016 | Human: Fall Flat                         | Google Stadia, Windows, Nintendo Switch, PS4, Xbox One |
| 2016 | The Little Acre                          | Windows, PS4, Xbox One                                 |
| 2016 | Manual Samuel                            | Windows, Nintendo Switch, PS4, Xbox One                |
| 2016 | Stikbold! A Dodgeball Adventure          | Windows, PS4, Xbox One                                 |
| 2017 | Bomber Crew                              | Windows, Nintendo Switch, PS4, Xbox One                |
| 2017 | The Flame in the Flood: Complete Edition | Windows, Nintendo Switch, PS4, Xbox One                |
| 2017 | Jump Stars                               | Windows, PS4, Xbox One                                 |
| 2017 | Serial Cleaner                           | Windows, Mac, Linux, Nintendo Switch, PS4, Xbox One    |
| 2018 | Beholder: Complete Edition               | Nintendo Switch, PS4, Xbox One                         |
| 2018 | For the King                             | Windows, Nintendo Switch, PS4, Xbox One                |
| 2018 | A Knight's Quest                         | Windows, Nintendo Switch, PS4, Xbox One                |
| 2018 | Racing Apex                              | Windows, Nintendo Switch, PS4, Xbox One                |
| 2018 | Smoke and Sacrifice                      | Windows, Nintendo Switch, PS4, Xbox One                |
| 2018 | Velocity 2X                              | Nintendo Switch                                        |
| 2019 | Harold the Halibut                       | Windows, Nintendo Switch, PS4, Xbox One                |
| 2019 | Narcos: Rise of the Cartels              | Windows, Nintendo Switch, PS4, Xbox One                |
| 2019 | When Ski Lifts Go Wrong                  | Windows, Nintendo Switch                               |
| 2019 | Autonauts                                | Windows                                                |
| 2019 | American Fugitive                        | Windows, Nintendo Switch, PS4, Xbox One                |